# Malden
Malden, v 19. století označovaný Independence Island (Ostrov nezávislosti), je neobydlený ostrov v Tichém oceánu náležící ke Kiribati. Je známý mimo jiné pro své kdysi bohaté zásoby guána (těžené v letech 1860–1927 Australany), jako testovací místo britské jaderné zbraně v roce 1957 (operace Grapple) a od roku 1975 jako významné chráněné území pro hnízdění mořských ptáků.

## Příroda

### Geografie
Ostrov má tvar zhruba rovnostranného trojúhelníku o délce strany 8 km. Jeho povrch je plochý, rovinatý, s převýšením menším než 10 metrů. Pobřeží je lemováno písečnými plážemi. Ve východní části se nachází proláklina vyplněná slanou lagunou. Ta je ze všech stran obklopena souší, nicméně je spojena s oceánem podzemními tunely. Ostrov zaujímá celkovou plochu zhruba 39 km², z toho 28 km² tvoří souš.
Nejbližší pevninou je ostrov Starbuck, nejbližším obydleným místem je ostrov Tongareva vzdálený 450 km na jihozápad.

### Flóra
Kvůli izolaci a vyprahlosti Maldenu je jeho vegetace extrémně omezená. Bylo zaznamenáno šestnáct druhů cévnatých rostlin, z nichž devět je původních. Ostrov je z velké části pokryt slézovitou rostlinou Sida fallax a nízkými bylinami a travinami. Kokosové palmy zasazené sběrači guána již převážně uhynuly.

### Fauna
Malden je důležitým hnízdištěm pro mnohé mořské ptáky, mezi které patří fregatka obecná, fregatka malá, terej maskový, terej červenonohý, rybák tichomořský, rybák černohřbetý a faeton červenoocasý. Je také důležitým zimovištěm pro kolihu aljašskou a další tažné ptáky.
Dále se zde vyskytují dva druhy ještěrů, gekon panenský a krátkonožka stromová.
V období těžby guána byly na ostrov zavlečeny kočky, prasata, kozy a myši. Zatímco kozy a prasata vymřely, zdivočelé kočky a myši jsou stále přítomny.
Na plážích hnízdí malé množství karet obrovských a hojně se zde vyskytují krabi poustevníci.

## Historie
Ostrov objevil 30. července 1825 britský kapitán George Anson Byron (bratranec básníka Byrona) s lodí HMS Blonde a pojmenoval ho podle lodního důstojníka Charlese Roberta Maldena. Od roku 1860 do roku 1927 byl Malden intenzivně využíván pro ložiska guána a fosfátů. To byl jeden z komerčně nejúspěšnějších guánových ostrovů ve středním Pacifiku.
Malden má značný historický význam s 21 archeologickými nalezišti. Na ostrově se nachází několik polynéských svatyní marae, z nichž tři v severozápadní části ostrova jsou větší než ostatní. Roku 1924 je prozkoumal archeolog Kenneth Emory a určil je jako pozůstatky dávného polynéského osídlení, jehož populace pravděpodobně nepřesahovala dvě stovky osob. Na ostrově jsou také hroby, ty však nepomohly určit původ ostrovanů Malden. Je zde i hřbitov z období těžby, který se nachází v jihozápadní části. Zde jsou náhrobky v západním stylu a na některých z nich jsou vyryta jména horníků.
V roce 2017 ruský monarchista Anton Bakov jednal s vládou Kiribati o možnosti zakoupení ostrova, na kterém plánoval postavit hlavní město mikronároda Romanovská říše.

## Galerie

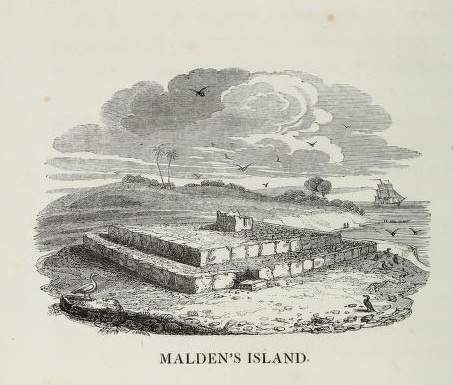
Kamenná stavba na ostrově, zachycená na kresbě Roberta Dampiera, člena posádky HMS Blonde, 1825
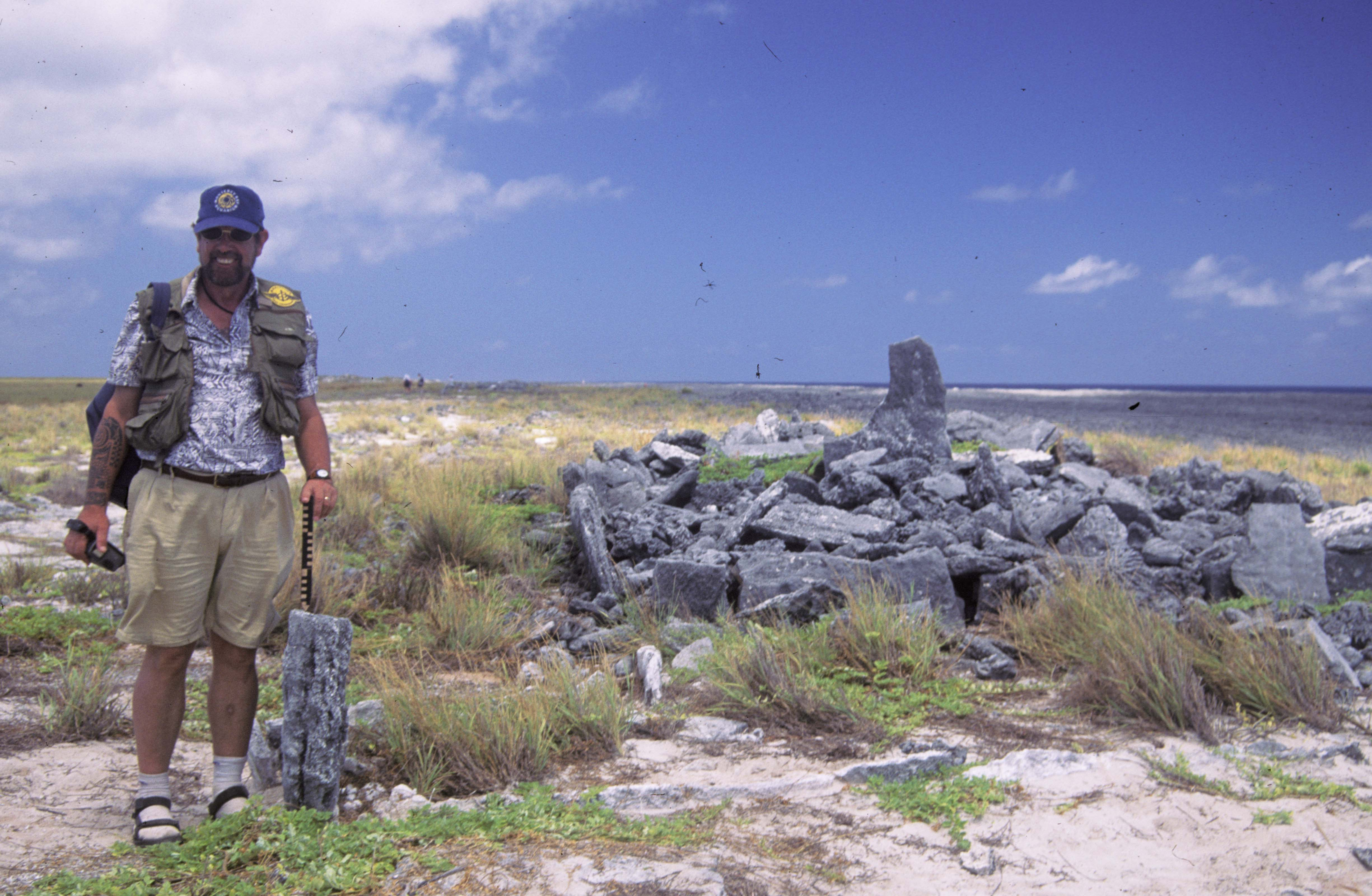
Kamenné ruiny na ostrově
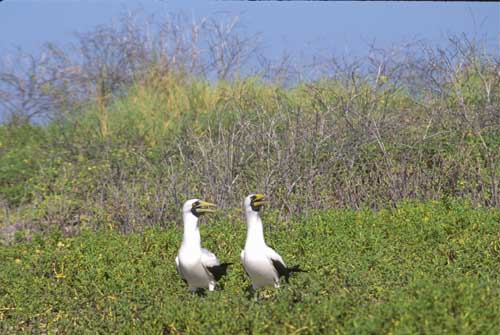
Dvojice terejů maskových na ostrově
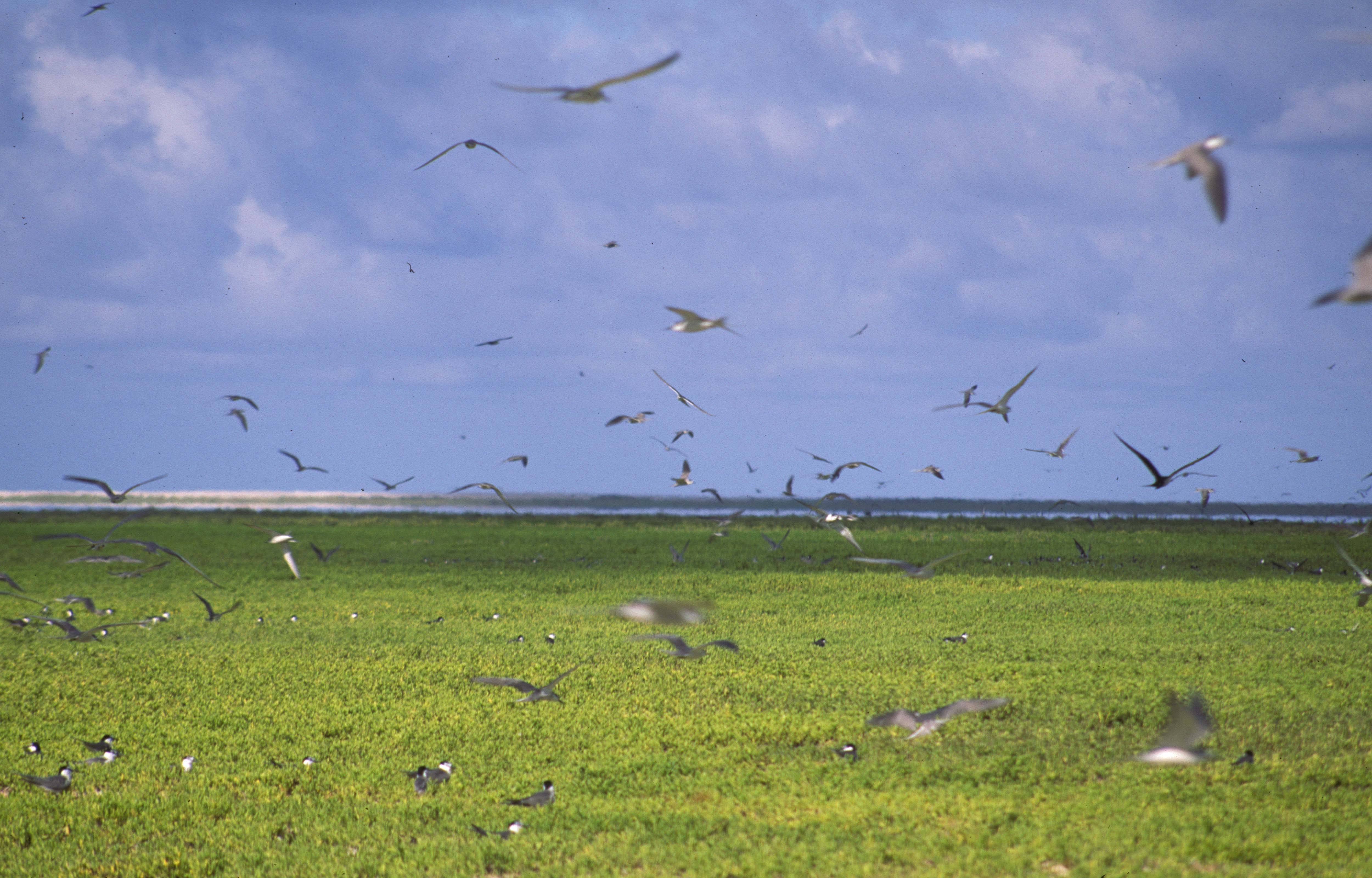
Hejno rybáků tichomořských nad ostrovem
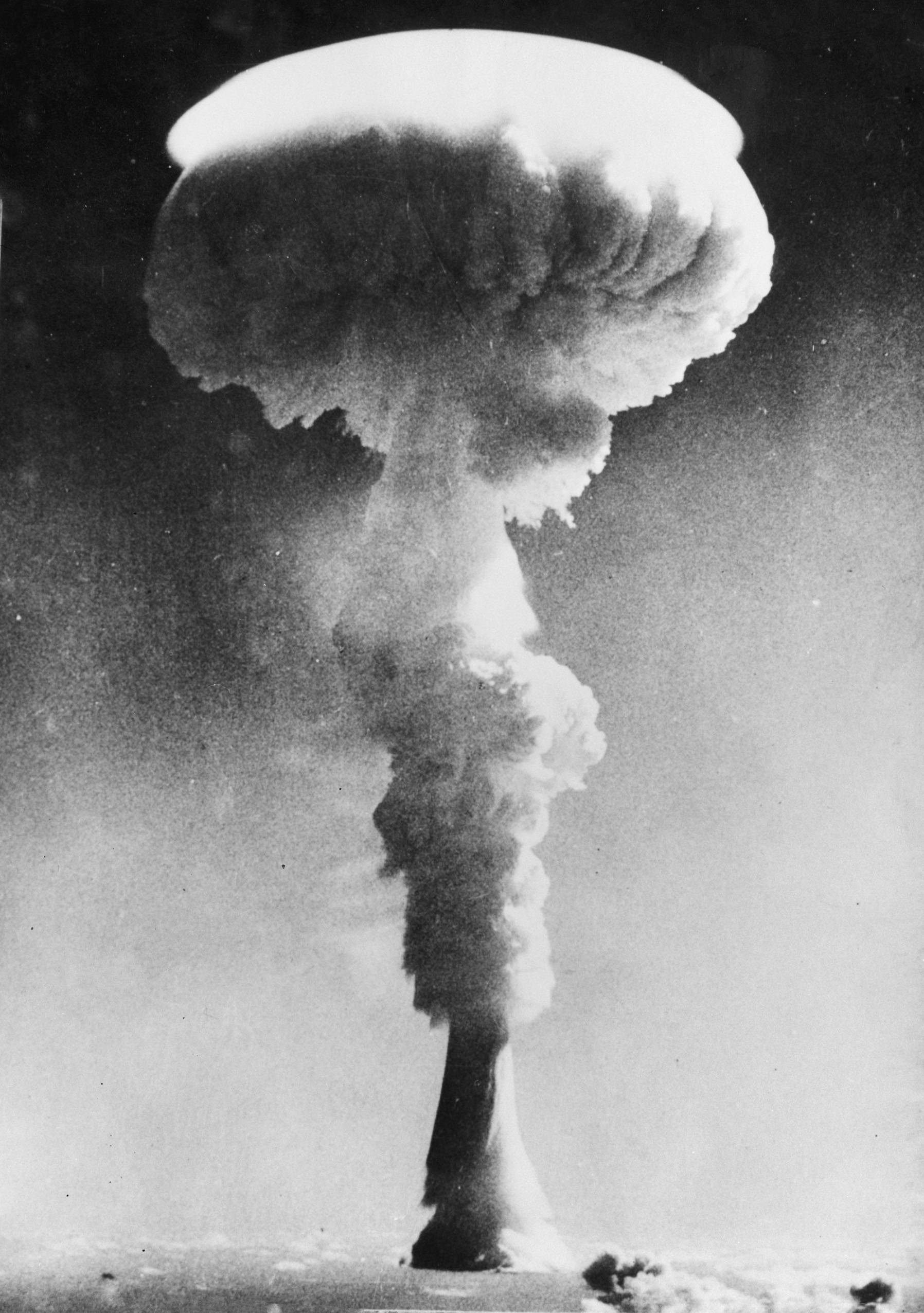
První ze tří jaderných testů provedených v blízkosti ostrova, 15. května 1957